# Dean Smith (pilote)
Pour les articles homonymes, voir Dean Smith et Smith.
Dean Smith, né le 22 mars 1988 à Wolverhampton, est un pilote automobile anglais.

## Carrière
- 2005 : Champion de Formule BMW UK
- 2006 : Formule Renault UK
- 2007 : Formule Renault UK et Formule Renault 2.0 NEC
- 2008 : Formule Renault 2.0 WEC et Championnat de Grande-Bretagne de Formule 3
- 2008/2009 : Eurocup Formule Renault 2.0 et Porsche Carrera Cup GB
- 2009 : Champion de Grande-Bretagne de Formule Renault
- 2010 : GP3 Series